# Осетрово (Ленинградская область)
Осетрово (до 1948 — Хапала, Йоенкюля, фин. Haapala, Joenkylä) — посёлок в Полянском сельском поселении Выборгского района Ленинградской области.

## Название
На довоенных картах деревня обозначалась и как Хапала, и как Йоенкюля, что в переводе на русский язык означает «Речная деревня».
Летом 1944 года в Йоенкюля разместилось подсобное хозяйство завода № 780. Работники предприятия в 1948 году переименовали селение в деревню Каменка. Однако комиссия по переименованию утвердила другое название — «Осетрово», обоснование которого, вероятно, связано с фамилией погибшего бойца. 
Переименование было закреплено указом Президиума ВС РСФСР от 13 января 1949 года.

## История
До войны Хапала (Йоенкюля) входила в состав большой деревни Местеръярви.

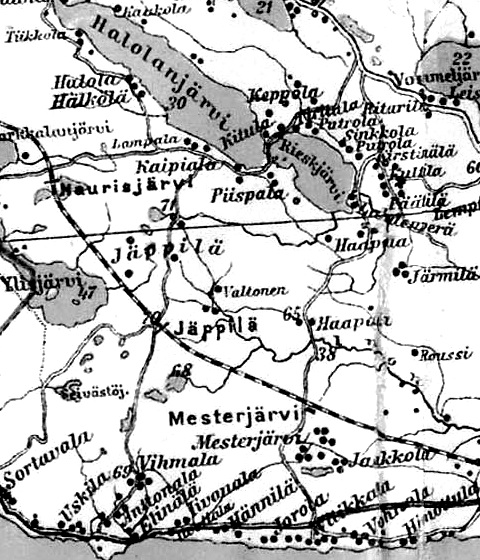
Деревня Хапала на финской карте 1923 года

До 1939 года деревня Хапала (Йоенкюля) входила в состав волости Уусикиркко Выборгской губернии Финляндской республики. В деревне насчитывалось 14 крестьянских дворов.
С 1 января 1940 года по 30 сентября 1948 года — в составе Кайпиальского сельсовета Койвистовского района. 
С 1 июля 1941 года по 31 мая 1944 года — финская оккупация. 
С 1 октября 1948 года в составе Тарасовского сельсовета Приморского района.
С 1 января 1949 года деревня Хапала учитывается административными данными как деревня Осетрово.
С 1 апреля 1954 года — в составе Октябрьского сельсовета Рощинского района.
С 1 ноября 1959 года — в составе Полянского сельсовета.
С 1 февраля 1963 года — в составе Выборгского района.
В 1965 году население деревни составляло 122 человека.
Согласно данным 1966, 1973 и 1990 годов посёлок Осетрово входил в состав Полянского сельсовета.
В 1997 году в посёлке Осетрово Полянской волости проживали 5 человек, в 2002 году — 2 человека (все русские).
В 2007 году в посёлке Осетрово Полянского СП проживал 1 человек, в 2010 году — 7 человек.

## География
Посёлок расположен в южной части района на автодороге Пески — автодорога 41К-083 (Молодёжное — Черкасово), к северу от автодороги 41А-082 (Зеленогорск — Выборг).
Расстояние до административного центра поселения — 15 км.
Расстояние до ближайшей железнодорожной платформы Местерьярви — 2 км.
К югу от посёлка протекает река Озёрная.

## Демография
| 2007 | 2010 | 2017 | 2021 |
| ---- | ---- | ---- | ---- |
| 1    | ↗7   | ↘2   | ↗3   |

## Улицы
Дачная, Красноозёрная, Полевая.